# Banu Sulaym
Los Banû Sulaym o sulaim (en árabe بنو سليم) fueron los miembros de una comunidad árabe originaria de Nejd en la actual Arabia Saudita. Desempeñaron un gran papel en la historia del Islam prestando juramento de lealtad a Mahoma en el 629 y participando en la toma de La Meca. Apoyaron a los primeros califas Omeyas antes de unirse a Ibn al-Zubayr. Emigraron al África septentrional cruzando Egipto en el siglo XI junto con los banu Hilal y los banu Maqil. Su llegada fue un factor importante en la arabización lingüística y cultural de El Magreb y en la difusión de nomadismo allí donde la agricultura era ya dominante. En el siglo XVI emigraron a Mauritania.

## Historia
Los gobernantes fatimíes que habían controlado Ifriquía desde principios del siglo X trasladaron su centro político hacia el este, al valle del Nilo, en la década de 960, confiando a un grupo vasallo bereber, los ziríes, la administración de Ifriquía. Sin embargo, al cabo de un siglo, los ziríes se habían independizado del control fatimí. La atención de los fatimíes a finales de siglo estaba centrada en consolidar su posición en el Mediterráneo oriental, pero no estaban dispuestos a ignorar el desafío de los ziríes. En represalia, pusieron en marcha un plan que castigó a sus antiguos subordinados y al mismo tiempo solucionaron un problema urgente para Egipto. Las comunidades beduinas que con sus familias habían emigrado a través del Mar Rojo al Alto Egipto durante la primera expansión islámica fuera de la península arábiga estaban vandalizando la región, interrumpiendo con sus revueltas las actividades agrícolas que sustentaban la economía egipcia. Fue así que los fatimíes obligaron a unos 250 000 nómadas árabes de las confederaciones banu Hilal, banu Sulaym y banu Maqil a abandonar el valle del Nilo y migrar hacia el oeste. Así  los fatimíes vengaron la temeridad de los ziríes y se libraron de los súbditos problemáticos. Los banu Sulaym se reasentaron en Cirenaica y Tripolitania, mientras que los  banu Hilal y banu Maqil avanzaron más hacia el oeste.
En el transcurso del siglo XII, a los banu Hilal que habían permanecido en Ifriqiya se les unieron bandas de banu Sulaym que comenzaban a entrar en la región desde Tripolitania. En 1153, estos grupos se unieron en un intento fallido de frustrar el avance hacia el este del imperio almohade. Tras su victoria en una batalla campal cerca de Sétif en 1153, los almohades deportaron a miles de beduinos vencidos a Marruecos, incorporándolos a su ejército. Estos contingentes de beduinos participaron más tarde en la campaña almohade que puso a Ifriqiya bajo el control de la dinastía en 1160.
Si bien no fue tan catastrófico como acusaron sus críticos, estos beduinos tuvieron un impacto pronunciado en todo el Magreb. Su presencia aumentó la incidencia del nomadismo, amenazando inevitablemente la vida agrícola. Esto fue especialmente cierto en el interior, donde la actividad agraria era más frágil que a lo largo de la costa. En las áreas donde su número era mayor, algunos bereberes previamente sedentarios se convirtieron ellos mismos en nómadas. Lo que es más importante a largo plazo, los banu Hilal, banu Sulaym y banu Maqil aumentaron la pequeña población árabe del Magreb, aunque los bereberes continuaron constituyendo la mayoría de la población de la región. La presencia de los beduinos hizo que las costumbres y tradiciones árabes que cubrían el Magreb, especialmente sus partes oriental y central, desde el siglo VII fueran mucho más evidentes. Aún no se había desarrollado un proceso general de arabización, pero en este nuevo marco los bereberes estuvieron más intensamente expuestos a un número mayor de árabes como nunca antes. Finalmente, el dominio de los beduinos sobre grandes áreas de los desiertos y las estepas se combinó con las ya precarias condiciones del comercio transahariano para alterar el foco comercial del Magreb desde el interior de África hacia el Mediterráneo.
Finalmente las comunidades banu Sulaym se asentaron e integraron con otras comunidades mauritanas a lo largo del siglo XVI.